# Myrkskog
I Myrkskog sono una band black metal/brutal death metal norvegese di Drammen, nata nel 1993.

## Storia
I Myrkskog si formano per mano del chitarrista Destructhor, del bassista/cantante Master V e del batterista Lars Petter.
Nel maggio del 1994 Petter lascia la band e viene sostituito da Bjørn Thomas. Con questa formazione i nostri iniziano a farsi sentire nell'underground norvegese ottenendo i primi responsi positivi. Nello stesso anno, però, problemi individuali tra i membri porteranno ad ibernare l'attività della band.
Nel gennaio del 1995, Destructhor e Master V riprendono il controllo della situazione registrando in sette giorni e su un portatile il loro primo demotape ufficiale, Ode til Norge, contenente quattro tracce, con l'aiuto di una drum machine.
Nell'aprile del 1996 la band viene rinvigorita da due nuovi entrati, il drummer Eek (già Funeral e Odium) e il chitarrista Sechtdamon (anch'egli membro degli Odium), che poco dopo prende il posto di Eek diventando il batterista effettivo.
Verso la fine del 1997, i Myrkskog entrano finalmente (e per la prima volta) in uno studio professionale per registrare il loro secondo demo Apocalyptic Psychotica - The Murder Tape, pubblicato solo nel maggio del 1998.
Durante le registrazioni, si unisce al gruppo il chitarrista Savant M (già musicista di esperienza con Desolation, Archon e Maleficum) portando con sé un modo espressivo di suonare che avrebbe poi influenzato il songwriting della band.
Apocalyptic Psychotica - The Murder Tape inizia a circolare tra gli addetti ai lavori con feedback più che positivi e le label specializzate in metal estremo iniziano a corteggiare il gruppo. Alla fine la spunta l'inglese Candlelight Records e, forti del contratto appena firmato, i Myrkskog entrano nell'Akkerhaugen Studio nel giugno del 1999 per registrare il loro primo full-length Deathmachine, terminato a settembre dello stesso anno ma uscito solo nel 2000.
Il disco si presenta come un mix tra un death metal estremo e veloce, reminiscenze black metal e in tono minore parti industrial metal e sample che donano all'album un aspetto freddo e sintetico.
Incomprensioni sulla direzione musicale da prendere e problemi personali in seno alla band porteranno poi all'allontanamento di Savant M e Master V. Ora il timone è nelle mani dei rimasti Destructhor e Sechtdamon che reclutano il bassista degli Odium, Demariel, che successivamente adotterà lo pseudonimo di Gortheon.
Il nuovo materiale registrato con Gortheon al basso suonerà molto più aggressivo dei precedenti ed anche le liriche subiranno una piccola inversione di rotta, ora incentrate su morte, massacri e in generale più inclinate verso tematiche ‘gore’.
Nell'aprile del 2002 viene registrato il secondo album Superior Massacre. Il chitarrista e leader Destructhor si rende autore di riff di chiara matrice death (Morbid Angel in primis) mentre le influenze industrial vengono relegate solo all'intro e all'outro.
A Superior Massacre seguì un tour europeo che vide i Myrkskog partecipare come band di supporto ai brutal deathster americani Nile.
Finito il tour, i Myrkskog interrompono temporaneamente l'attività in quanto gli impegni di Destructhor e Secthdamon con i norvegesi Zyklon di Zamoth e Trym Torson (entrambi ex-Emperor), li occupano quasi a tempo pieno.
Attualmente il gruppo è impegnato nella stesura del materiale per il nuovo album.

## Discografia

### Album in studio
- 2000 - Deathmachine
- 2003 - Superior massacre

### Demo
- 1995 - Ode Til Norge
- 1998 - Apocalyptic Psychotica - The Murder Tape

## Formazione

### Formazione attuale
- Destructhor - voce, chitarra (1993- )
- Sechtdamon - batteria (1996- )
- Gortheon - basso (2000- )

### Ex componenti
- Savant M - chitarra (1997-2000)
- Master V - basso, voce (1993-2000)
- Lars Petter - batteria (1993-1994)
- Bjørn Thomas - batteria (1994-1995)
- Eek - batteria (1996)